# مهدی روشن‌ضمیر
مهدی روشن‌ضمیر، ادیب، نویسنده و پژوهشگر معاصر است.

## زندگی‌نامه
مهدی روشن‌ضمیر در سال ۱۲۹۸ در تبریز به دنیا آمد. وی پس از سپری کردن دوران ابتدایی و متوسطه، در سال ۱۳۱۶ برای ادامهٔ تحصیل راهی تهران شد. وی از آن پس به تدریس و نیز ادامهٔ تحصیل پرداخت و در سال ۱۳۳۶ دکترای خود را از فرانسه اخذ کرد.
روشن‌ضمیر از آن پس به مدت ۲۷ سال در دانشگاه تبریز تدریس نمود و به تألیف و نگارش نیز پرداخت. مهدی روشن‌ضمیر سرانجام پس از عمری تلاش و خدمت در ۸۰ سالگی در تهران درگذشت و در مقبرةُ‌الشعرای تبریز به خاک سپرده شد.

## آثار
مشکلات زبان فرانسه در ۳ جلد، دیار خوبان، برگزیده‌های ادبی در ۲ جلد و مجله‌های فرانسه و نیز ترجمهٔ فردوسی و حماسهٔ ملی و ترجمه معتقدات و آداب و سنن ایرانی، از جمله آثار وی هستند.
یکی دیگر از آثار وی دیباچه‌ای است بر چاپ اول حیدربابایه سلام که به همراه مقدمهٔ دوست صمیمی ایشان عبدالعلی کارنگ به طبع رسید که این دو نوشته به همراه خط میرزا طاهر خوشنویس در عرضهٔ این اثر ادبی سهم به‌سزایی داشتند.
شهریار در شمردن محسنات چاپ اول حیدربابایه سلام می‌نویسد:
«به خامهٔ دو استاد دانشمند آقایان روشن‌ضمیر و کارنگ مزین و مقدمه‌نویسی شده و …»